# Dámaso Rodríguez Martín
Dámaso Rodríguez Martín (El Batán, San Cristóbal de La Laguna, Tenerife, 11 de diciembre de 1944 - El Solís, Tegueste, Tenerife, 19 de febrero de 1991), más conocido como «El Brujo» o «Maso», fue un asesino y violador canario que sembró el terror en 1991 en la zona montañosa del Moquinal en el Macizo de Anaga, donde buscó refugio tras su huida de la prisión Tenerife II donde cumplía condena por una violación y un homicidio. 
Además «El Brujo» mató a un matrimonio de senderistas alemanes y llegó a ser el delincuente más buscado por las Fuerzas de Seguridad del Estado. Debido a sus crímenes y a su gran repercusión mediática, Dámaso Rodríguez Martín es conocido como el asesino más célebre de las Islas Canarias.

## Biografía

### Nacimiento y primeros años
Dámaso Rodríguez Martín nació el 11 de diciembre de 1944, en el lugar conocido como Las Montañas, en el pueblo de El Batán (municipio de San Cristóbal de La Laguna, Tenerife, España). Sus padres eran Martín Rodríguez Silverio y Celestina Martín Perdomo. Dámaso tuvo cuatro hermanos.
Su familia era de extracción muy humilde, por lo que sus padres intentaron darle una buena educación. Sin embargo, Dámaso comienza ya desde su juventud a realizar actos delictivos. Con apenas 17 años es acusado de robo y detenido, tras lo cual, tras su liberación un año después en septiembre de 1963, se enrola en la Legión y es destinado al Sahara Español, en donde es elevado a cabo. En 1966 se licencia en el Tercio de Extranjeros.
Posteriormente, Dámaso regresa a Tenerife y en 1967 se casa con Mercedes Martín Rodríguez y se instala en el lugar conocido como El Peladero, en la localidad de Las Mercedes en San Cristóbal de La Laguna. En 1973 nacería su primera hija, y en 1975 la segunda.

### Asesinatos y fuga
Su primer asesinato fue el 11 de noviembre de 1981, cuando mató a un hombre de treinta años que estaba con su novia de veinte en su vehículo Opel kadett en la zona de El Moquinal. Dámaso era un voyeur (mirón), que le gustaba observar a las parejas cuando mantenían relaciones íntimas. Pero en esa ocasión mató al novio, y a la mujer la golpeó y agredió sexualmente con el cadáver del novio en el interior del coche. Seguidamente, circuló con el cadáver y la joven hasta el Llano de los Viejos, donde los abandonó.
Los investigadores de la Policía Nacional preguntaron en la zona por un individuo violento, conocedor del monte y en el que concurriera la circunstancia de ser "paseante nocturno" en busca de parejas. Todas las informaciones llevaron a Dámaso. «El Brujo» fue condenado a 55 años de prisión por asesinato, violación, hurto de arma de fuego y tenencia ilícita de armas. Sin embargo el 17 de enero de 1991, Dámaso comenzó su rocambolesca fuga aprovechando un permiso penitenciario, que lo llevó a estar un mes oculto por los montes de Anaga. Originalmente se trasladó a su casa, con la intención de asesinar a su mujer, debido a que ésta se había distanciado de él mientras estuvo en prisión. Si bien no pudo hacerlo pues ella estaba acompañada por familiares y amigos, Dámaso se traslada al monte, esperando la ocasión de asesinar a su esposa.
El 23 de enero, el cadáver del anciano alemán de 82 años Karl Flick aparece en el camino forestal de El Solís con varios disparos en el rostro. Al día siguiente sobre las 15:15 horas, en una zona abrupta del Roque de El Moquinal, la Guardia Civil recuperó el cadáver de su mujer, Marta Küpper, de 87 años, asesinada también por Dámaso Rodríguez Martín y que presentaba evidentes signos de violación y estrangulamiento. Todo parecía indicar que le imploraron por sus vidas por cómo fue hallado el cadáver del marido, pero no tuvo compasión. Las especulaciones, los avistamientos, las huidas del prófugo en el último momento, los robos de provisiones en las cuevas y casas de cazadores o agricultores alimentaron la leyenda de «El Brujo». Posteriormente, agrediría sexualmente a otra mujer, una vecina del lugar.
Dichos sucesos solaparon la celebración de los Carnavales de Santa Cruz de Tenerife de aquel año, debido sobre todo al temor que suscitaba entre la gente la idea de que el asesino bajase disfrazado a Santa Cruz y pudiese escapar con facilidad.

### Muerte
Una familia se desplazó el 19 de febrero a una casa en la zona de El Solís y vio que la puerta estaba forzada, por ello llamaron a la policía. Finalmente, una pareja de la Guardia Civil del puesto de Tacoronte al frente del cual se encontraba el sargento comandante de puesto, detectó la presencia de Dámaso Rodríguez en la casa.
Cuando el suboficial trató de acceder a la casa fue recibido con fuego de escopeta. El agente respondió a la agresión efectuando varios tiros. Pero «El Brujo» no iba a entregarse. Así que intentó acabar con su vida. Para ello colocó la escopeta de caza bajo su barbilla y con los dedos de uno de sus pies efectuó un disparo que debido a la longitud del arma no le reventó la cara como hubiese sido su deseo. Posteriormente, hubo otro intercambio de disparos entre la Benemérita y Dámaso Rodríguez, que le alcanzaron y significaron su fallecimiento.

## Dámaso en la cultura popular
- En 1992, Dany Pacheco publica el sencillo "El Blues del Moquinal" (Multitrack Records). Un tema original del músico Gonzalo López Delgado, con arreglos del propio Dany Pacheco, donde se narran de forma fabulada las desventuras de «El Brujo».
- En 2003 la Televisión Autonómica de Canarias estrenó una serie titulada Noche del crimen, que reconstruye los crímenes más célebres que han tenido lugar en el archipiélago canario en los últimos años. La serie fue dirigida por el cineasta canario Javier Caldas. Uno de los capítulos de la serie estuvo dedicado a Dámaso Rodríguez Martín, siendo la más acertada reconstrucción de los hechos. En esta ocasión se ofrece la reconstrucción del crimen con guion y dirección de Aarón J. Melián y música de Raúl Capote.[4]